# جايسون كوزينز
جايسون كوزينز (بالإنجليزية: Jason Cousins)‏ هو لاعب كرة قدم بريطاني، ولد في 4 أكتوبر 1970 في Hayes, Hillingdon ‏ في المملكة المتحدة. لعب مع نادي ألدرشوت تاون ونادي برينتفورد وويكمب وندررز.

## وصلات خارجية
- جايسون كوزينز على موقع قاعدة بيانات كرة القدم.إي يو (الإنجليزية)
- جايسون كوزينز على موقع Soccerbase.com (لاعب) (الإنجليزية)